# جامعة ماري الخاصة
جامعة ماري الخاصة جامعة سورية خاصة مرخصة ومعتمدة من مجلس التعليم العالي في إدلب، مستقلة ماليًا وإداريًا، تعتبر من أهم الجامعات الخاصة في مناطق سيطرة المعارضة السورية، تأسست عام 2015م في مدينة سراقب التابعة لمحافظة إدلب وانتقلت في وقت لاحق من المدينة وأسست مقر جديد لها قرب منطقة حزانو على طريق إدلب - باب الهوى.

## الكليات والمعاهد
تضم جامعة ماري الخاصة الكليات والمعاهد التالية:
- كلية طب الأسنان
- كلية الهندسة المعلوماتية
- كلية العلوم الصحية بأقسامها: التغذية العلاجية – القبالة – الصحة النفسية – التغذية التجميلية
- معهد التعويضات السنية
- معهد التقاني للأطراف الصناعية والأجهزة التعويضية

## الكوادر

### رؤساء الجامعة
- خالد الطويل ( 2015- سبتمبر 2022).
- سامر قباع (سبتمبر 2022 - حتى الآن).

## الاعتماد الأكاديمي

### مجلس التعليم العالي HEC
جامعة ماري الخاصة معتمدة من مجلس التعليم العالي في شمال سوريا والذي يمثل بدوره هيئة أكاديمية مستقلة للتعليم العالي تأسست عام 2016 بهدف ترخيص واعتماد الجامعات والمعاهد ومؤسسات التعليم العالي، تحرص جامعة ماري الخاصة على تطوير الجامعة وتحسينها بشكل مستمر بالتعاون مع مجلس التعليم العالي الحاصل على عضوية شبكة ضمان الجودة في آسيا والمحيط الهادئ (APQN)، واعتراف من الرابطة الدولية لضمان جودة التعليم العالي (QAHE)، كما أصبح المجلس عضوًا مراقبًا في شبكة أوروبا الوسطى والشرقية لوكالات ضمان الجودة في التعليم العالي CEENQA.

### الشبكة الأوروبية لطب الأسنان ADEE
حصلت كلية طب الأسنان في جامعة ماري الخاصة على عضوية الشبكة الأوروبية لطب الأسنان بهدف تعزيز المراجع العلمية وضمان جودة التعليم في الكليّة.

### ترتيب UI GreenMetric
دخلت جامعة ماري الخاصة ترتيب UI GreenMetric في 2022، يقوم التصنيف على ستة معايير رئيسة تهتم بقياس عدد من المؤشرات هي: بيئة العمل والبنية التحتية في الحرم الجامعي، والطاقة والتغير المناخي، وإدارة النفايات، والاستخدام الأمثل للمياه.

### ترتيب ويبوميتركس
دخلت جامعة ماري الخاصة ترتيب ويبوميتركس لجامعات العالم في أغسطس 2022م، وحصلت على الترتيب 42 على مستوى سوريا.
| التصنيف العالمي | التصنيف القاري | رتبة الدولة | التأثير | الانفتاح | التفوق |
| --------------- | -------------- | ----------- | ------- | -------- | ------ |
| 31868           | 1320           | 42          | 31865   | 6553     | 7212   |

## النشاطات العلمية والثقافية

### معرض الكتاب الطبي الثاني
أقامت جامعة ماري الخاصة في مايو 2023 معرض الكتاب الطبي الثاني الذي ضم أكثر من خمسة آلاف كتاب وشهد ندوات ومسابقات علمية، بحضور وزير التعليم العالي ورئيس جامعة إدلب وقيادات المجتمع المدني في شمال غرب سوريا.

### مؤتمر ماري العلمي الأول لطب الأسنان
عقدت جامعة ماري مؤتمرها العلمي الأول لطب الأسنان في 26 يوليو و27 يوليو 2023 بمدرج الجامعة، تضمن المؤتمر 14 محاضرة علمية، بحضور أطباء الأسنان والطلاب في جامعة ماري، جامعة إدلب وجامعة حلب في المناطق المحررة، كما رافق المؤتمر العلمي معرض لأدوات ومستلزمات العيادات السنية.

## البناء الجامعي

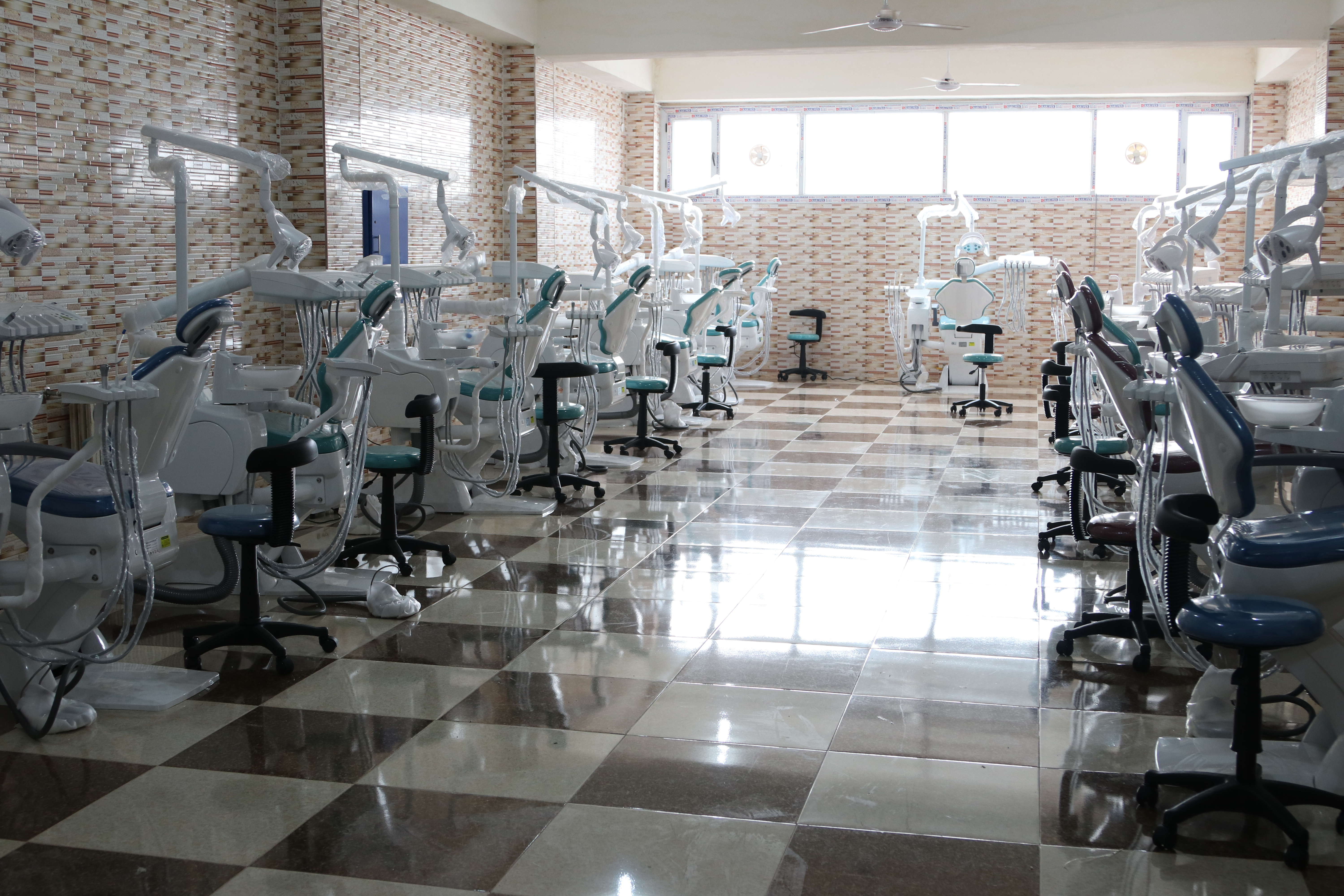
عيادات التدريب السريري في 2023

تضم الجامعة 6 طوابق، 3 منها تشمل قاعات لتقديم المحاضرات للطلاب وأقسام إدارية، وطابق منفصل للمختبرات، بالإضافة لمدرَّج وطابقين لعيادات التدريب السريري التي شهدت إقبال واسع من المرضى الذين يتلقون العلاج على يد طلاب كلية طبّ الأسنان بإشراف الأطباء المتخصصين من أعضاء الهيئة التدريسية.

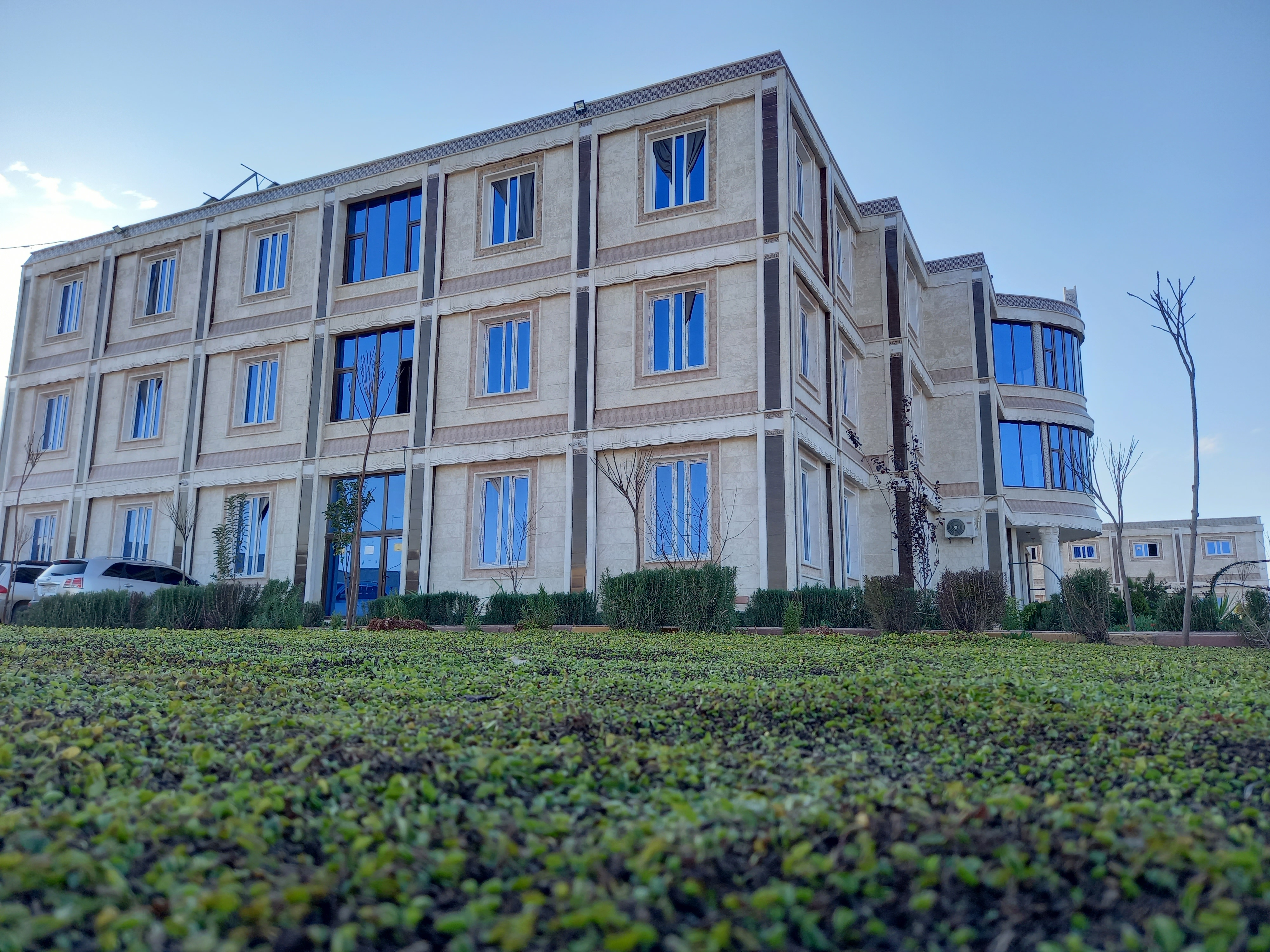
جامعة ماري الخاصة في 2023

## وصلات خارجية
- الموقع الرسمي